# Trigonoptera amboinica
Trigonoptera amboinica es una especie de escarabajo longicornio del género Trigonoptera, tribu Tmesisternini, subfamilia Lamiinae. Fue descrita científicamente por Breuning en 1968.

## Descripción
Mide 15 milímetros de longitud.

## Distribución
Se distribuye por Indonesia.